# ON Semiconductor
ON Semiconductor è un'azienda statunitense nel campo dei semiconduttori e presente nella lista Fortune 500.
Tra i prodotti ci sono: alimentatori e gestione del segnale, dispositivi personalizzati per il settore automobilistico, delle comunicazioni, dell'informatica, a livello industriale e consumer, illuminazione a LED, applicazioni medicali, militari e aerospaziali.
Gestisce una rete di strutture produttive, di vendita e progettazione in Nord America, Europa, Asia e nelle regioni del Pacifico.
Nel 2016 ha avuto ricavi per 3.907 miliardi di dollari che la mette tra i primi 20 produttori al mondo di semiconduttori per vendite.
La sede è a Phoenix in Arizona.